# Amyema sanguinea
Amyema sanguinea är en tvåhjärtbladig växtart som först beskrevs av Ferdinand von Mueller, och fick sitt nu gällande namn av Danser. Amyema sanguinea ingår i släktet Amyema och familjen Loranthaceae. Utöver nominatformen finns också underarten A. s. pulchra.